# NGC 6213
NGC 6213 est une galaxie spirale située dans la constellation du Dragon. Sa vitesse par rapport au fond diffus cosmologique est de 5 365 ± 46 km/s, ce qui correspond à une distance de Hubble de 79,1 ± 5,6 Mpc (∼258 millions d'al). NGC 6213 a été découverte par l'astronome américain Lewis Swift en 1887.